# ひめにぃ
ひめにぃ（1997年5月10日 - ）は、日本の男性メイクアップアーティスト、YouTuber、JOYSTE代表。埼玉県出身。

## 人物
強面から美少女に変身するメイクや女装のまま発せられる低音ボイスが話題となり、「カリスマ女装家」として知られる。
中学・高校時代はヤンキーであり、SNSに過去のヤンキー姿を投稿している。女装は中学生のときに付き合っていた彼女に女装させられたのがきっかけで目覚めた。高校生になってアルバイトをはじめてから、女物の服やコスメ購入するようになり、女装している姿を周囲に見せるようになった。16歳のときに初めて女装姿をSNSに投稿したが、そこから数年はSNSを止めていた。17歳の頃のあだ名は「おっさん」だった。20歳のときに、女装する前の姿とともに女装姿をTwitterに投稿したところ話題になり、この頃からインフルエンサーになることを決めた。愛用している商品をSNSに投稿している。
はてにゃんとは週5で会うほど仲が良い。
YouTuberやインフルエンサーなどのフリーランスやクリエイターの支援を行うJOYSTEの代表を務めている。
2024年2月、住み馴れた築64年の住居から築38年で家賃15万円のリノベーション物件に引っ越した。キッチンが大きい新居で「クッキングチャンネル」を開設すると宣言したが、翌月には退去したため、「クッキングチャンネル」は開設されていない。
座右の銘は「女装は男にだけ許された、もっとも男らしい遊びだ」。

## メディア出演
- 2018年4月29日 - TVチャンピオン極 〜KIWAMI〜 「女装男子選手権」[15][16]
- 2019年12月12日 - ABEMA SPECIAL 2チャンネル【美容系女装男子対決】ひめにぃvsはてにゃん！買えるバトルクラブ#63[10]